# هيرودوت
هِرُودُط أو هِرُودُوت أو هِيرُودُوتُس (باليونانية: Ἡρόδοτος)، (باللاتينية: Herodotus) كان مؤرخا يونانيًا آسيويًا عاش في القرن الخامس قبل الميلاد (حوالي 484 ق.م - 425 ق.م). اشتهر بالأوصاف التي كتبها لأماكن عدّة زارها حول العالم المعروف آنذاك، وأناس قابلهم في رحلاته وكتبه العديدة عن السيطرة الفارسية على اليونان.
هردوط كان بالأحرى أول إغريقي في التاريخ يطلق اسم فلسطين على إقليم فلسطين التاريخية وكان ذلك في القرن الخامس قبل الميلاد.
عرف هردوط بفضل كتابه تاريخ هردوط الذي يصف فيه أحوال البلاد والأشخاص التي لاقاها في ترحاله حول حوض البحر المتوسط. كما زار مختلف أنواع مسارح المعارك كما إن موضوع كتابه الأساسي هو الحروب بين الإغريق والفُرس أو الميديين، ولعله كان حاضراً شخصياً في بعض المعارك مثل معركة ماراثون ومعركة سالاميس.

## حياته
يلجأ العلماء المعاصرون عمومًا إلى كتابات هيرودوت نفسه للحصول على معلومات موثوقة عن حياته، تُستكمل بمصادر قديمة ولكن لاحقة، مثل موسوعة سودا البيزنطية، وهي موسوعة من القرن الحادي عشر يُرجح أنها أخذت معلوماتها من الروايات التقليدية.
البيانات قليلة للغاية ــ وهي تستند إلى مصادر متأخرة وبسيطة؛ وهي غير محتملة أو متناقضة إلى الحد الذي يجعل جمعها في سيرة أشبه ببناء بيت من الأوراق، والذي سينهار أمام أول نفخة نقد على الأرض. ومع ذلك، قد تكون بعض النقاط مؤكدة تقريبًا ...

جورج رولنسون.

### طفولته
تبدو الروايات الحديثة عن حياته عادةً كشيء من هذا القبيل: ولد هيرودوت في هليكارناسوس نحو عام 485 قبل الميلاد. لا يوجد سبب لعدم تصديق معلومات السودا عن عائلته: أنها كانت نافذة وأنه كان ابن لكسيس ودرايو، وأخ تيودوروس، وأنه كان أيضًا على صلة ببانياسيس –الذي كان شاعرًا ملحميًا في ذلك الوقت.
وقعت المدينة ضمن الإمبراطورية الفارسية في ذلك الوقت، ما يجعل هيرودوت فارسيًا، ويُرجح أن هيرودوت الشاب قد سمع روايات شهود عيان محلية عن أحداث داخل الإمبراطورية وعن الاستعدادات الفارسية لغزو اليونان، بما في ذلك تحركات الأسطول المحلي تحت قيادة أرطميسيا الأولى من كاريا.
تُبين النقوش المكتشفة مؤخرًا في هاليكارناسوس أن حفيدها ليغداميس تفاوض مع مجلس محلي لتسوية النزاعات المتعلقة بالممتلكات المصادرة، وهو ما يطابق وصف طاغية تحت الضغط. لم يُذكر اسمه لاحقًا في قائمة التكريم للحلف الديلي الأثيني، ما يشير إلى احتمال وقوع انتفاضة ناجحة ضده قبل عام 454 قبل الميلاد.
ذُكر أن الشاعر الملحمي بانياسيس -وهو أحد أقارب هيرودوت- شارك في انتفاضة فاشلة. يعبر هيرودوت عن مودته لجزيرة ساموس (الكتاب الثالث، 39-60)، ما يشير إلى أنه قد يكون عاش هناك في شبابه. لذا من الممكن أن تكون عائلته قد شاركت في انتفاضة ضد ليغداميس، ما أدى إلى نفيهم لفترة في ساموس وتُبعت ببعض المساعدة الشخصية في سقوط الطاغية في النهاية.
كتب هيرودوت كتاب تاريخه باللهجة الأيونية، لكنه ولد في هاليكارناسوس، وهي مستوطنة دوريونية. ووفقًا للسودا، تعلم هيرودوت اللهجة الأيونية عندما كان صبيًا يعيش في جزيرة ساموس، التي فر إليها مع عائلته من اضطهاد ليغداميس، طاغية هليكارناسوس وحفيد أرتيميس.
تخبرنا السودا أيضًا أن هيرودوت عاد لاحقًا إلى وطنه لقيادة الثورة التي أطاحت في نهاية المطاف بالطاغية. نعلم الآن بفضل النقوش الاكتشافات الأخيرة في هاليكارناسوس التي يرجع تاريخها إلى زمن هيرودوت، أن اللهجة الأيونية استُخدمت في هاليكارناسوس في بعض الوثائق الرسمية، لذلك ليس هناك حاجة لافتراض (مثل السودا) أنه قد تعلم اللهجة في مكان آخر. علاوةً على ذلك، فإن السودا هي المصدر الوحيد لدينا للدور الذي قام به هيرودوت كمحرر بطولي لمسقط رأسه. يُشكل هذا في حد ذاته سببًا وجيهًا للشك في هذه الرواية الرومانسية.

### رحلاته المبكرة
يكشف هيرودوت بنفسه، أن هاليكارناسوس، رغم كونها مدينة دوريونية، فقد أنهت علاقاتها الوثيقة مع جيرانها الدوريونين بعد نزاع غير لائق (الكتاب الأول، 144)، وساعدت التجارة اليونانية الرائدة مع مصر (الفصل الثاني، 178). لذلك، كانت ميناء دوليًا منفتحًا على الخارج داخل الإمبراطورية الفارسية، ويمكن أنه كان لعائلة المؤرخ معارف في بلدان أخرى تحت الحكم الفارسي، سهلت رحلاته وبحوثه.

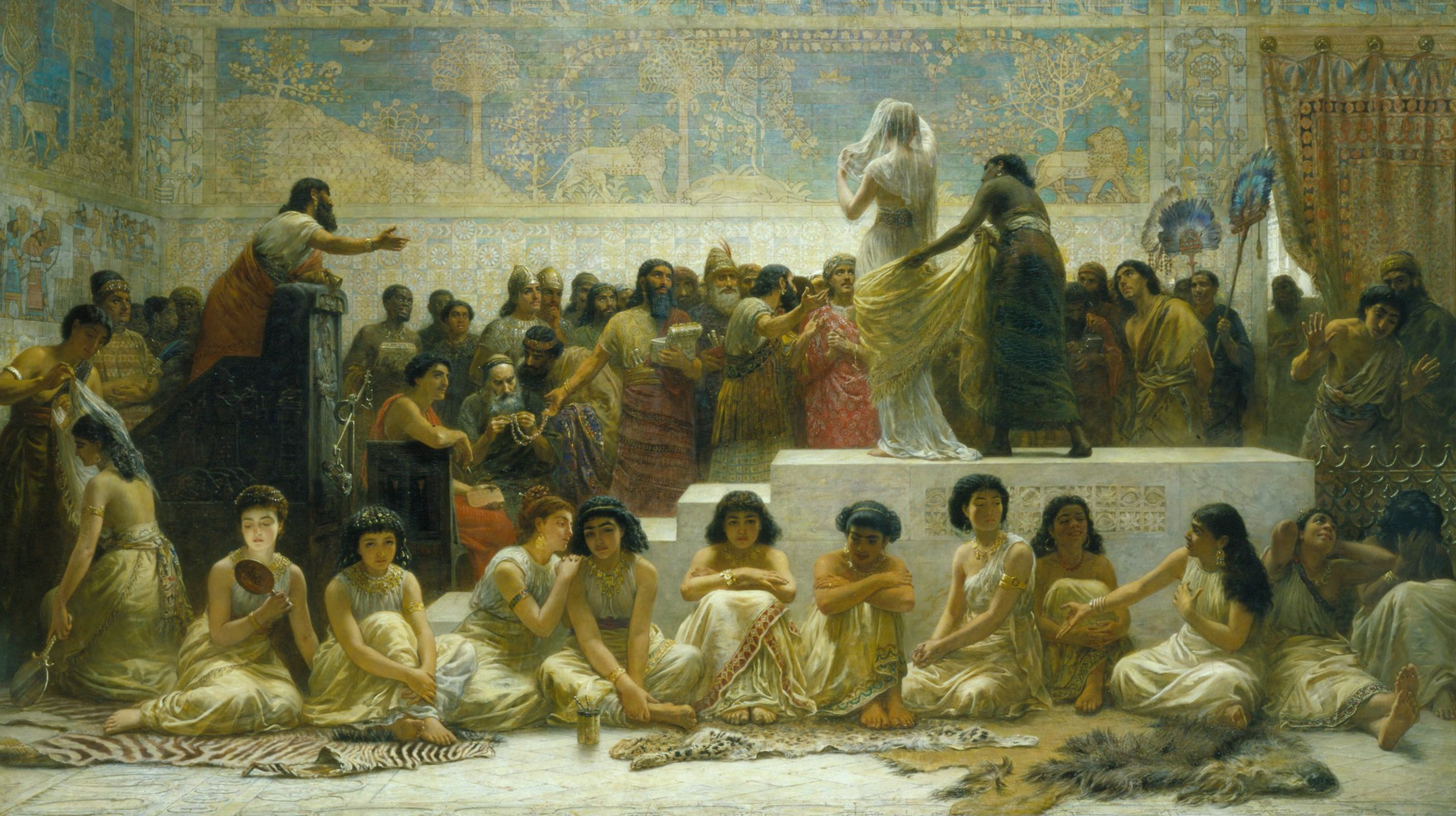
سوق الزواج البابلي بريشة إدوين لونغ عام 1875. لوحة تصور سوق الزواج في مدينة بابل مثل ما وصفه هيرودوت أثناء زيارته للمدينة. من مقتنيات كلية رويال هولواي.

تشير روايات شاهد العيان لهيرودوت إلى أنه سافر في مصر مع الأثينيين، ربما بعد عام 454 قبل الميلاد أو ربما قبل، بعد أن ساعد أسطول أثيني الانتفاضة ضد الحكم الفارسي في 460-454 قبل الميلاد. يُرجح أنه سافر إلى صور ثم إلى بابل أسفل الفرات. ولسبب ما، مرتبط على الأرجح بالسياسات المحلية، وجد نفسه لاحقًا غير محبوب في هاليكارناسوس، وفي وقت ما نحو عام 447 قبل الميلاد هاجر إلى أثينا البريكلينية ــالمدينة التي كان معجبها علنًا بشعبها ومؤسساتها الديمقراطية (الكتاب الخامس، 78). وكانت أثينا أيضًا المكان الذي عرف فيه التضاريس المحلية (الكتاب السادس، 137؛ الكتاب الثامن، 52-55)، فضلًا عن المواطنين البارزين مثل الألكمايونيين، وهي عشيرة يعرض تاريخها كثيرًا في كتابته.
ووفقًا ليوسابيوس وفلوطرخس، منح المجلس الأثيني جائزة مالية لهيرودوت تقديرًا لعمله. ويُحتمل أنه لم ينجح في طلب الجنسية الأثينية، التي كانت شرف نادر بعد عام 451 قبل الميلاد، ويتطلب صوتين منفصلين من مجلسين ذو حضور جيد.

### حياته اللاحقة
في عام 443 قبل الميلاد أو بعد ذلك بوقت قصير، هاجر إلى ثوريوم باعتبارها جزء من مستعمرة تحت الرعاية الأثينية. يشير أرسطو إلى نسخة من كتاب التاريخ كتبه «هيرودوت الثوريومي»، وفسرت بعض المقاطع في التاريخ على أنها دليل أنه كتب عن جنوب إيطاليا من تجربته الشخصية هناك (الكتاب الرابع، 15،99؛ الكتاب السادس، 127). تشير المعرفة الوثيقة ببعض أحداث السنوات الأولى للحرب البيلوبونيسية (الكتاب السادس، 91؛ الكتاب السابع، 133، 233؛ الكتاب التاسع، 73) إلى أنه ربما عاد إلى أثينا، ويُرجح في هذه الحالة أنه مات هناك في أثناء تفشي الطاعون. ويُحتمل أنه توفي في مقدونيا بدلًا من ذلك، بعد حصوله على رعاية البلاط هناك؛ أو قد يكون توفي في ثريوم. لا يمكن تأكيد شيء في التاريخ يعود إلى ما بعد عام 430 قبل الميلاد، ويُفترض عمومًا أنه مات بعد ذلك بفترة ليست طويلة، وربما قبل عامه الستين.

### مؤلف وخطيب
قدم هيرودوت أبحاثه للعالم الأكبر من خلال التلاوات الشفوية للجمهور العام. كتب جون مارينكولا في مقدمته لطبعة بنغوين من التاريخ أن يمكن وصف بعض الأجزاء المحددة في الكتب الأولى من عمل هيرودوت بأنها «أجزاء تأدية». تبدو هذه الأجزاء من البحث مستقلة و«قابلة للفصل تقريبًا»، أي يمكن أن يكون قد خصصها المؤلف لأغراض الأداء الشفوي. يقترح مارينكولا أن القالب الفكري للقرن الخامس تضمن العديد من العروض الشفوية استطاع فيها الفلاسفة تلاوة مثل هذه أجزاء القابلة للفصل من أعمالهم بشكل مثير. كانت الفكرة منها هي انتقاد الحجج السابقة حول موضوع ما وإدراج حججهم الخاصة بشكل قاطع وحماسي لكسب الجمهور.
اعتُبر «نشر» المؤلفين أعمالهم في زمن هيرودوت بتلاوتها في المهرجانات الشعبية أمرًا تقليديًا. وفقًا للوقيان، أخذ هيرودوت عمله النهائي مباشرةً من الأناضول إلى الألعاب الأولمبية وقرأ التاريخ بأكمله للحضور المجتمعين في جلسة واحدة، وتلقى تصفيقًا حماسيًا عند انتهائه. ووفقًا لرواية مختلفة تمامًا لنحوي قديم، رفض هيرودوت البدء في قراءة عمله في مهرجان أولمبيا حتى وفرت له بعض الغيوم القليل من الظل – لكن كان الجمع قد تفرق في ذلك الوقت. (ومن هنا جاء مثل «هيرودوت وظله» ليصف الشخص الذي يفوت الفرصة بتأخره). كانت تلاوة هيرودوت في أوليمبيا موضوعًا مفضلًا بين الكتاب القدماء، وهناك اختلاف مثير آخر عن القصة يمكن العثور عليه في السودا: قصة فوتيس وتزيتسيز، التي يصادف فيها وجود ثيوسيديدز الصغير في المجلس مع والده، الذي ينفجر بالبكاء في أثناء الحفل. فيقول هيرودوت متنبئًا لوالد الصبي، «روح ابنك تتوق إلى المعرفة».
وفي النهاية، أصبح كل من ثيوسيديدز وهيرودوت قريبين كفايةً ليُدفنا معًا في قبر ثيوسيديدز في أثينا. ووفقًا لرأي مارسيلينوس على الأقل في حياة ثيوسيديدز. ووفقًا للسودا، فقد دُفن في بيلا المقدونية وفي الأغورا في ثيريوم.

## روابط خارجية
- هيرودوت على موقع الموسوعة البريطانية (الإنجليزية)
- هيرودوت على موقع ميوزك برينز (الإنجليزية)
- هيرودوت على موقع إن إن دي بي (الإنجليزية)